# София Доротея фон Мансфелд-Арнщайн
София Доротея фон Мансфелд-Арнщайн (на немски: Sophie Dorothea von Mansfeld-Arnstein; * 1593; † 16 януари 1617 в Ансбах) е графиня от Мансфелд-Арнщайн и чрез женитба графиня на Золмс-Зоненвалде-Поух.
Тя е единствената дъщеря на граф Вилхелм V фон Мансфелд-Арнщайн (1555 – 1615), маршал на Ансбах, и съпругата му графиня Матилда фон Насау-Диленбург (1570 – 1625), дъщеря на граф Йохан VI фон Насау-Диленбург (1536 – 1606) и първата му съпруга Елизабет фон Лойхтенберг (1538 – 1579).
София Доротея фон Мансфелд-Арнщайн умира на 27 януари 1617 г. в Ансбах след раждането на син на ок. 24 години и е погребана в църквата Св. Гумберт, Ансбах.

## Фамилия
София Доротея фон Мансфелд-Арнщайн се омъжва на 16 октомври 1612 г. в Ансбах за граф Хайнрих Вилхелм фон Золмс-Зоненвалде-Поух (1583 – 1631), син на граф Йохан Георг I фон Золмс-Лаубах (1547 – 1600) и съпругата му графиня Маргарета фон Шьонбург-Глаухау (1554 – 1606). Тя е първата му съпруга. Те имат три деца:
- Анна Сибила фон Золмс-Зоненвалде (* 1615; † 19 септември 1635 в Нюрнберг), омъжена на 18 декември 1633 г. в Йотинген за граф Йоахим Ернст фон Йотинген-Йотинген (1612 – 1659)
- София Ернстина фон Золмс-Зоненвалде (* ок. 1616; † млада)
- Йохан Георг фон Золмс-Зоненвалде (* 16 януари 1617 в Ансбах; † 1618 в Ансбах)

Хайнрих Вилхелм фон Золмс-Зоненвалде-Поух се жени втори път на 23 април 1620 г. за графиня Мария Магдалена фон Йотинген-Йотинген (1600 – 1636).